# Cethegus elegans
Espèce
Cethegus elegans est une espèce d'araignées mygalomorphes de la famille des Euagridae.

## Distribution
Cette espèce est endémique du Queensland en Australie. Elle se rencontre vers le parc national de Forty Mile Scrub.

## Description
La carapace du mâle holotype mesure 5,92 mm de long sur 5,92 mm et l'abdomen 6,40 mm de long sur 4,60 mm et la carapace de la femelle paratype mesure 7,50 mm de long sur 6,13 mm et l'abdomen 10,00 mm de long sur 8,20 mm.

## Publication originale
- Raven, 1984 : Systematics of the Australian curtain-web spiders (Ischnothelinae: Dipluridae: Chelicerata). Australian Journal of Zoology Supplementary Series, no 93, p. 1-102.